# 萨伊欧布瓦
萨伊欧布瓦（法語：Sailly-au-Bois，法語發音：[saji o bwa]）是法国上法蘭西大區加来海峡省的一个市镇，属于阿拉斯区。

## 地理
萨伊欧布瓦（50°7'14"N, 2°35'43"E）面积9.28 平方千米，位于法国上法蘭西大區加来海峡省，该省份为法国北部沿海省份，西北濒北海，南至索姆省，东临北部省。
与萨伊欧布瓦接壤的市镇（或旧市镇、城区）包括：丰克维莱、埃比泰尔讷、巴扬库尔、贝特朗库尔、夸尼厄、科兰康、库尔塞勒欧布瓦。

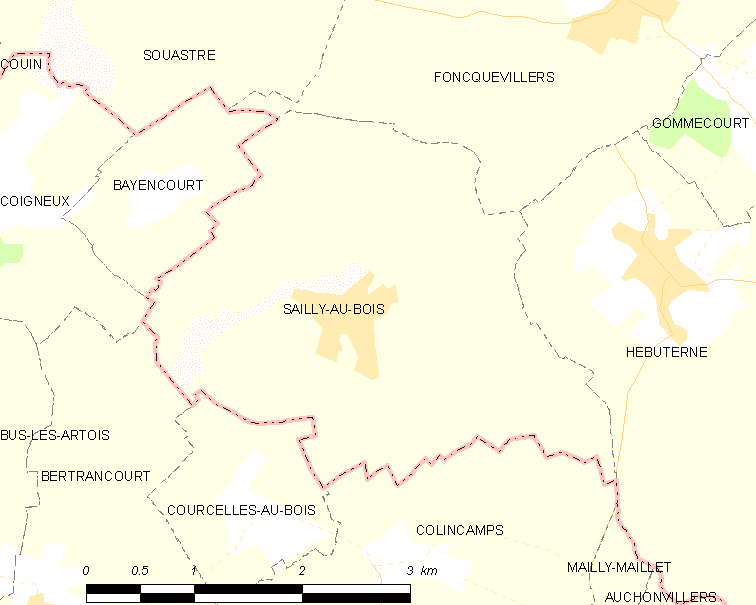
萨伊欧布瓦的OSM定位图

萨伊欧布瓦的时区为UTC+01:00、UTC+02:00（夏令时）。

## 行政
萨伊欧布瓦的邮政编码为62111，INSEE市镇编码为62733。

## 政治
萨伊欧布瓦所属的省级选区为阿韦讷勒孔特县。

## 人口

1962-2008年间萨伊欧布瓦人口变化图示

萨伊欧布瓦于2022年1月1日时的人口数量为287人。